# 小穗臭草
小穗臭草（学名：Melica taurica）为禾本科臭草属下的一个种。